# روب باور
روب باور (بالهولندية: Rob Bauer)‏ هو عسكري هولندي، ولد في 1962 في أمستردام في هولندا.